# Wentworth Park
 (avril 2025).
Si vous disposez d'ouvrages ou d'articles de référence ou si vous connaissez des sites web de qualité traitant du thème abordé ici, merci de compléter l'article en donnant les références utiles à sa vérifiabilité et en les liant à la section « Notes et références ».
Le Wentworth Park est un stade multi-fonction situé à Glebe dans la banlieue de Sydney dans l'État de Nouvelle-Galles du Sud en Australie.

## Histoire
Il portait auparavant le nom de Wentworth Oval. De 1908 à 1929, il était le stade du club de rugby à XIII de Glebe. Il se situe à deux kilomètres du Sydney central business district.
Il a accueilli différents évènements sportifs concernant le rugby à XV, rugby à XIII, le football et les courses de lévriers.